# Genès de Lyon
Pour les articles homonymes, voir Genès.
Genès de Lyon (ou Génis ou Genêt) fut le 37e évêque de Lyon, il est mort le 1er novembre 678.
Il avait été prieur de l'abbaye de Fontenelle et aumônier de sainte Bathilde, épouse du roi franc Clovis II. Devenu ministre royal lors de la régence de sainte Bathilde, il revint en 658 à Lyon pour succéder à saint Chamond, mort assassiné. Il gouverna le diocèse « avec toute la vigilance et la charité d'un bon pasteur ». Il obtint le secours des chrétiens de la ville quand il prit le parti de saint Léger en lutte contre le maire du palais Ebroïn. 
Genès de Lyon est considéré comme saint par l'église catholique. Plusieurs localités se sont placées sous son patronage, notamment avec le préfixe « Saint-Genis ». Il est fêté le 1er novembre.